# Tratado bizantino-veneciano de 1268
El Tratado bizantino-veneciano de 1268 fue un acuerdo entre el Imperio bizantino y la República de Venecia que puso fin temporalmente a las hostilidades entre ambas potencias que habían estallado tras la recuperación bizantina de Constantinopla por el emperador Miguel VIII Paleólogo en 1261.
Venecia había disfrutado de una posición privilegiada en el Imperio latino basada en Constantinopla, y la dinastía paleóloga se había aliado con el principal rival comercial de Venecia, la República de Génova, contra ella. La pérdida de Constantinopla a manos de los paleólogos fue un duro golpe para la posición política y comercial de Venecia en Oriente, ya que cortó el acceso al Mar Negro, y dio a los genoveses un acceso privilegiado en su lugar. A esto le siguió una guerra naval contra Génova y Bizancio, pero a pesar de una importante victoria veneciana en la batalla de Settepozzi en 1263, no produjo resultados decisivos. Sin embargo, Miguel VIII se mostró insatisfecho con la actuación militar genovesa, y los dos aliados se mostraron cada vez más desconfiados entre sí, lo que llevó al emperador bizantino a buscar un acercamiento con Venecia.

## Antecedentes
Tras el Sitio de Constantinopla por la Cuarta Cruzada en 1204, la República de Venecia, que había proporcionado a los cruzados su flota, recibió muchos de los botines del caído Imperio bizantino: tres octavos de la capital bizantina, Constantinopla, y numerosas colonias estratégicamente situadas, entre ellas Creta. Este acontecimiento abrió el Mar Negro al comercio veneciano, mientras que la influencia veneciana en Constantinopla aseguró que en todo el recién establecido Imperio Latino, los venecianos obtuvieran una posición privilegiada, que aseguró su ascendencia sobre sus antiguos rivales comerciales, las compañeras repúblicas marítimas italianas de Pisa y Génova.

### Relaciones bizantino-genovesas después de 1261

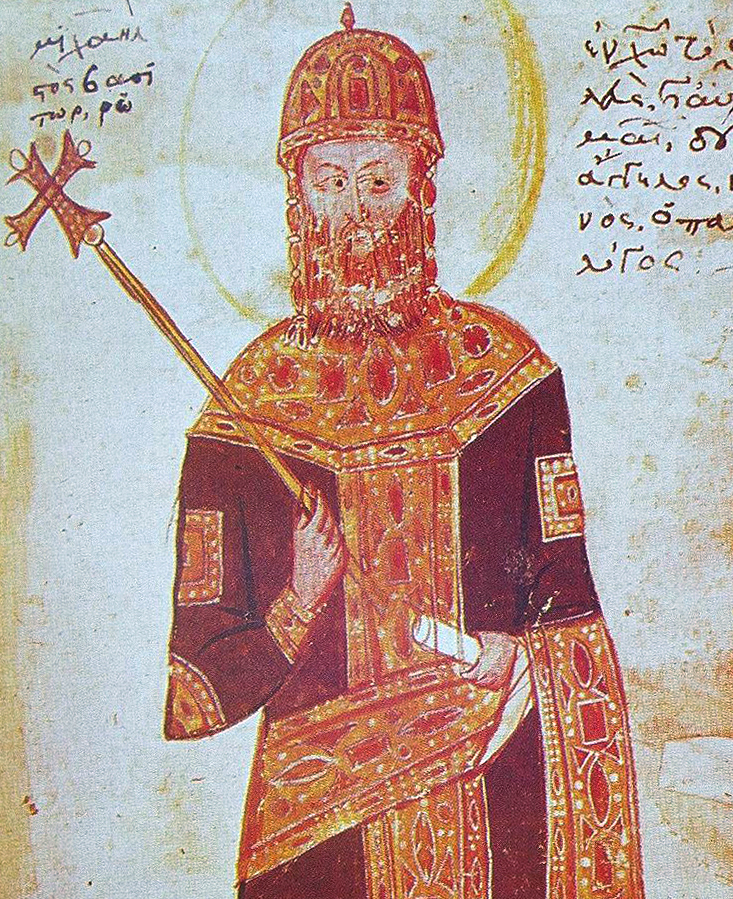
El emperador Miguel VIII Paleólogo (miniatura del de la Historia de Jorge Paquimeres).

La recuperación de Constantinopla por el emperador de Nicea Miguel VIII Paleólogo en 1261, y el restablecimiento del Imperio bizantino bajo la dinastía Paleólogo, supuso un duro golpe para la posición y los intereses de Venecia. Además, para contrarrestar la poderosa flota veneciana, Paleólogo se había aliado con los genoveses en el Tratado de Ninfeo, y los genoveses estaban en guerra con Venecia. Este acuerdo no solo otorgó a los genoveses grandes privilegios, sino que también les asignó los antiguos cuarteles y propiedades de los venecianos en Constantinopla y amenazó con excluir a los venecianos del comercio del Mar Negro.
En un principio, los venecianos apoyaron al emperador latino exiliado, Balduino II, en sus esfuerzos por formar una nueva Cruzada y recuperar su trono, y la diplomacia veneciana, en adelante, «sirvió para aglutinar los proyectos latinos de retomar la capital», en palabras de Deno Geanakoplos. Al tener prohibido el acceso al Mar Negro y a Constantinopla por parte de su rival, Venecia siguió ahora una estrategia doble: utilizar al Papado y la amenaza de excomunión para apartar a los genoveses de los bizantinos, y obtener la ayuda de otras potencias occidentales, como Manfredo de Sicilia, para una campaña contra Paleólogo. Mientras tanto, la actividad naval veneciana en el Mar Egeo no dio resultados concretos. En el verano de 1262, los venecianos ordenaron la entrada en el Egeo de una flota de 37 galeras, que se enfrentó a la flota genovesa de 60 barcos en Salónica, pero los genoveses se negaron a participar. Una incursión pirata de los nobles del Negroponte, aliados de Venecia, en el Mar de Mármara fue enfrentada y derrotada por una escuadra bizantino-genovesa.
En 1263, sin embargo, la Batalla de Settepozzi terminó con una clara victoria veneciana, y disminuyó mucho el valor de la alianza genovesa a los ojos de Paleólogo, que además estaba molesto por la preferencia de los capitanes genoveses de atacar los barcos venecianos para obtener botín en lugar de ayudar a abastecer a sus fuerzas que luchaban en la Morea, y estaba preocupado por el crecimiento de la influencia genovesa en su propia capital, ya que amenazaban con adquirir un control sobre el comercio aún mayor que el que habían tenido los venecianos. Poco después de la batalla, Miguel VIII despidió a sesenta barcos genoveses de su servicio. Ambas partes empezaron a desconfiar la una de la otra, y Miguel comenzó a retrasar los pagos a las tripulaciones de los barcos genoveses. Las desavenencias entre bizantinos y genoveses se ampliaron aún más en 1264, cuando el podestà genovés en Constantinopla se vio implicado en un complot para entregar la ciudad a Manfredo de Sicilia, por lo que el emperador expulsó a los genoveses de la ciudad a Perinto.

### Tratado no ratificado de 1265
Paleólogo envió entonces a un prisionero de guerra veneciano, Arrigo Trevisano, como su enviado a Venecia. El dux Reniero Zeno envió a Trevisano de vuelta a Constantinopla, junto con Benedetto Grillone, que a su vez fueron sustituidos por Jacopo Dolfin y Jacopo Contarini. El 18 de junio de 1265, Paleólogo y los enviados venecianos firmaron un primer tratado de tregua en Constantinopla. Sus términos eran muy ventajosos para los venecianos y, en opinión de Geanakoplos, casi le devolvían la posición que había tenido antes de 1261. Los textos griego y latino del tratado se conservan en la colección de documentos diplomáticos venecianos recopilados por Gottlieb Tafel y Georg Thomas y publicados por la Academia Austríaca de Ciencias.
Sus principales disposiciones eran:
1. La cesión a Venecia de barrios designados para sus colonos en Constantinopla, Salónica, y otras ciudades bizantinas, con el reconocimiento de un veneciano bailo como principal funcionario veneciano en el Imperio.[15][17]
2. Los comerciantes venecianos estaban exentos de todos los impuestos en el Imperio.[14]
3. Los genoveses debían ser expulsados por completo del Imperio, y cualquier tratado bizantino futuro con Génova requeriría el consentimiento de Venecia.[15][18]
4. Venecia seguiría en paz con los bizantinos aunque una potencia amiga -el Papado, Francia, Sicilia, Castilla, Aragón, Inglaterra, Carlos de Anjou, Pisa, y Ancona fueron explícitamente mencionados- debería atacar Constantinopla.[18][19]
5. Si los genoveses atacaran Constantinopla, Venecia acudiría en ayuda de la ciudad con una flota de igual tamaño que la de Génova.[18]
6. La posesión veneciana de Creta, y los dos puestos de avanzada de Modona y Koroni en la Morea fueron reconocidos por Paleólogo.[15][18]
7. Paleólogo recibió mano libre contra los señores latinos de Negroponte, mientras que a los ciudadanos venecianos de allí se les prohibió ayudarles, a cambio de una garantía de sus propias propiedades y posición en la isla.[15][18]
8. Los otros territorios latinos en el Egeo capturados después de la Cuarta Cruzada, incluyendo los feudatarios del Principado de Acaya, debían ser devueltos a Paleólogo.[18][20]

El tratado no fue ratificado por el Dux por razones poco claras: según Geanakoplos, o bien los venecianos interpretaron las concesiones de Paleólogo como un signo de debilidad, o bien desconfiaron de sus intenciones últimas, ya que su deseo de restaurar el Imperio bizantino a sus fronteras anteriores a 1204 era evidente y afectaba directamente a sus propias posesiones en la zona. Además, como señala Donald Nicol, Zenón aún apreciaba el título, conferido en 1204, de «Señor de una cuarta y una octava parte del Imperio de Rumanía» (en latín: dominus quartae partis et dimidiae totius Imperii Romaniae), y se resistiría a aceptar un tratado que le reconociera simplemente como «Dux de Venecia y señor de Croacia, Dalmacia y los demás lugares e islas sometidos a su autoridad» (en latín: Dux Venetiarum et dominator Chroatiae et Dalmatiae et omnium aliarum terrarum et insularum suae, en griego antiguo: δοὺξ Βενετίας καὶ ἐξουσιαστὴς Χορβατίας, Δαλματίας καὶ τῶν ὑπὸ τὴν ἐξουσίαν αὐτοῦ λοιπῶν χωρῶν τε καὶ νησίων) y que disminuyó efectivamente su posición y revirtió las relaciones entre Venecia y Constantinopla al statu quo anterior a 1204. Es posible que Venecia esperara asegurar, o incluso aumentar, su posición en la zona con la ayuda de Manfredo de Sicilia o del nuevo y ambicioso contendiente por la supremacía en Italia, Carlos de Anjou, cuyos designios finales sobre Constantinopla eran de dominio público, de ahí su inclusión en el proyecto de tratado de Paleólogo.

### Ascenso de Carlos de Anjou

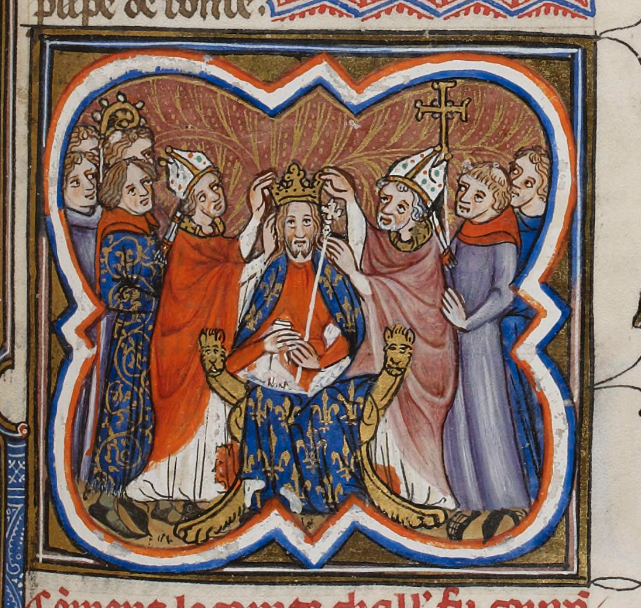
Coronación de Carlos de Anjou como Rey de Sicilia (miniatura del). Sus ambiciones imperiales obligaron a Palaiologos a buscar un acuerdo con Venecia.

Tras su decisiva victoria sobre Manfredo en la Batalla de Benevento en febrero de 1266, Carlos de Anjou, ahora dueño de Italia, comenzó a planear la realización de sus ambiciones contra Constantinopla. Sus planes se hicieron públicos con el Tratado de Viterbo en mayo de 1267, concluido entre Carlos, el emperador latino exiliado Balduino, el Papado y el Principado de Acaya. Carlos se comprometió a ayudar a Balduino a recuperar su capital y los territorios que habían pertenecido al Imperio Latino, a cambio de varias concesiones territoriales en el Egeo y los Balcanes occidentales, y de la soberanía sobre Acaya. En un esfuerzo por atraer a los cautelosos venecianos al pacto, se les prometió la plena restauración de los derechos que habían disfrutado después de 1204. Preocupado por las ambiciones de Carlos, y con su anterior tratado con Venecia anulado, Paleólogo se dirigió de nuevo a Génova, permitiendo el establecimiento de una colonia genovesa en el barrio de Gálata, al otro lado del Cuerno de Oro de Constantinopla.
Estos acontecimientos también inquietaron a los venecianos: su comercio con Oriente se había resentido considerablemente tras la alianza bizantina con Génova, mientras que las ambiciones imperiales de Carlos de Anjou en el Adriático y Grecia eran una amenaza potencial para la libertad de acceso de Venecia al Mediterráneo. En consecuencia, el 1 de noviembre de 1267, el dux Reniero Zeno envió a dos embajadores plenipotenciarios, Marco Bembo y Pietro Zeno, para negociar un tratado con Paleólogo.

## Tratado de 1268
El tratado bizantino-veneciano se concluyó el 4 de abril de 1268 en Constantinopla. La posición de Paleólogo frente a Venecia había mejorado en los años transcurridos desde 1265. Como resultado, los términos del nuevo tratado eran considerablemente menos ventajosos para los venecianos, que además se sintieron obligados a reconocer a Paleólogo con el título de en latín: imperator et moderator Romanorum. ('emperador y gobernador de los Romanos'), en lugar de en latín: Graecorum ('de los griegos') como en 1265, y con el halagador apelativo de 'el nuevo Constantino', que Palaiologos había adoptado tras recuperar Constantinopla. El tratado fue ratificado por el dux Zenón el 30 de junio, pero murió pocos días después. Paleólogo envió rápidamente embajadores a Venecia, George Tzimiskes y George Kalodoukas, que consiguieron que el sucesor de Zenón, Lorenzo Tiepolo, lo reconociera el 30 de julio.

### Términos
El texto latino del tratado está publicado en la colección de documentos venecianos de Tafel y Thomas. Los términos del tratado eran:
1. Una tregua de cinco años de duración, tanto en tierra como en mar, a partir del 4 de abril de 1268, entre la República de Venecia y el Imperio de Rumania. Venecia se comprometía a no atacar a Bizancio ni a ningún territorio sometido a ella, ni a aliarse con ninguna potencia en su contra -una clara referencia a Carlos de Anjou- ni a permitir que ningún capitán o noble de los barcos venecianos se comprometiera con «otros reyes, príncipes, barones o condes» en los designios contra los territorios bizantinos, ni permitiría que los barcos venecianos se utilizaran para llevar tropas contra los territorios del Emperador.[30][35][36]
2. Todos los prisioneros griegos retenidos en Creta, Modona y Koroni, Negroponte, u otros lugares, serían liberados inmediatamente, y serían libres de permanecer en los mismos lugares o partir hacia donde quisieran.[30][37] Paleólogo prometió hacer lo mismo con cualquier veneciano encarcelado en territorio bizantino, y prohibir la fabricación y venta de armas para su uso contra los venecianos.[32][38]
3. Asimismo, el emperador se comprometió «sobre la Verdadera y Venerable Cruz, según las costumbres de los griegos y los Santos Evangelios de Dios» a observar los mismos términos, a garantizar que ningún daño cayera sobre los venecianos en Creta o en cualquier otra de sus posesiones, y a retirar a cualquiera de sus hombres de Creta (donde las tropas bizantinas habían sido enviadas en apoyo de la revuelta de los hermanos Chortatzes). Asimismo, Paleólogo se comprometió a no atacar las posesiones venecianas de Modona y Koroni, y las islas venecianas del Egeo, y a respetar el tratado entre Venecia y el Príncipe de Acaya sobre Negroponte.[30][39][40]
4. Los venecianos podrían establecerse en Constantinopla y en cualquier otra parte del Imperio. Ya no sería en barrios designados por el Emperador, sino que serían libres de alquilar sus propias casas, baños y panaderías en condiciones fijas, y tendrían derecho a utilizar sus propios pesos y medidas y a tener sus propias iglesias de rito latino. La obligación de pagar renta era nueva, pero los comerciantes venecianos volverían a estar, como antes, exentos de cualquier impuesto en el Imperio.[30][41][42]
5. Los genoveses podían permanecer en el Imperio -en una marcada desviación del tratado de 1265- en el entendimiento de que tanto genoveses como venecianos no participarían en hostilidades mutuas entre Abidos en la entrada de los Dardanelos, y la entrada norte del Bósforo en el Mar Negro. Si alguna de las partes rompía este acuerdo, el Emperador actuaría como árbitro.[30][41][40]
6. Si algún veneciano muriera en territorio bizantino, la disposición de sus bienes debería ser confiada a los rectores venecianos o al bailo, o por otros venecianos, sin interferencia de las autoridades bizantinas.[32][43]
7. Cualquier barco o tripulación veneciana que naufragara recibiría toda la ayuda posible de las autoridades bizantinas para recuperar sus bienes.[32][44]
8. Los barcos venecianos podían comprar grano en cualquier lugar del Imperio y exportarlo sin restricciones, excepto a tierras hostiles al Imperio, mientras su precio se mantuviera en 50 hyperpyra de oro a los 100 modioi; si el precio subiera, entonces la exportación solo se permitiría bajo licencia explícita del Emperador.[32][44]
9. En el caso de un veneciano acusado de matar a un bizantino, o a otro veneciano en Constantinopla, el caso sería juzgado por el Emperador, pero otro delito contra un bizantino, o un asesinato contra otro veneciano fuera de Constantinopla, sería juzgado por un rector veneciano o el bailo.[40][45][46]
10. Los daños ocasionados en los territorios bizantinos por los corsarios venecianos serían restituidos por el bailo, que también se encargaría de llevarlos a juicio. Venecia también se comprometió a no proporcionar ninguna ayuda a los corsarios que actuaran contra el Imperio, ni siquiera darles cobijo. Los actos de los venecianos que gobernaban algunas de las islas del Egeo, que no estaban sujetas a la República, estaban explícitamente exentos de este acuerdo. Notablemente, no se hizo referencia a los corsarios bizantinos en el acuerdo, a pesar de su activa presencia en toda la región.[32][38][40]
11. Los comerciantes bizantinos tendrían derecho a ir a Venecia y comerciar con las mercancías que quisieran, sin impedimentos.[47]

## Consecuencias
El tratado no tardó en dar sus frutos para los bizantinos: en septiembre de 1269, Carlos de Anjou envió al caballero aqueo Erard d'Aunoy y al abad de Monte Cassino como enviados a Venecia para enrolar a la República en sus designios contra Paleólogo, pero el Dux se negó alegando la tregua. La postura veneciana reflejaba tanto su satisfacción, por el momento, por haberse asegurado de nuevo el acceso comercial en el Imperio bizantino, como su inquietud por la política de Carlos en el Adriático, incluyendo un reciente acuerdo con Hungría, tradicionalmente rival de Venecia en Dalmacia. En 1272, cuando la tregua estaba a punto de expirar, se presentaron en Venecia enviados de Carlos, Balduino y Paleólogo. Los embajadores bizantinos traían consigo 500 prisioneros venecianos, al parecer apresados en Eubea durante las campañas del almirante bizantino Alejo Ducas Filantropeno contra los señores lombardos de Negroponte en los años anteriores; a pesar de la tregua entre Venecia y Bizancio, habían estado tripulando las galeras de los lombardos. En medio de las intensas maniobras diplomáticas, incluidas las repetidas advertencias del papa Gregorio X de no renovar la tregua, el Dux prefirió esperar cautelosamente los acontecimientos; en consecuencia, la tregua permaneció tácitamente en vigor, aunque no se renovara oficialmente. Es posible que el tratado de 1268 también se renovara después de 1273, ya sea mediante prórrogas anuales o un nuevo tratado completo que no ha sobrevivido. Estas renovaciones pueden haber introducido una cláusula de reparaciones, que se incluyó en el posterior tratado de 1277.
En 1270, una coalición antiangevina tomó el poder en Génova, y en 1272 Paleólogo renovó su alianza con la ciudad, ahora dirigida contra Carlos de Anjou. La ofensiva diplomática de Paleólogo continuó con su acercamiento al Papado, que era el único que podía favorecer decisivamente (declarando su campaña contra Constantinopla como una Cruzada) o frustrar los planes de Carlos. Las condiciones planteadas por el papa eran duras: el emperador y la Iglesia oriental tendrían que confesar sus errores y aceptar la supremacía papal. Ante la acumulación de fuerzas navales y alianzas angevinas, Palaeólogo tuvo que ceder y se proclamó la Unión de las Iglesias en el Segundo Concilio de Lyon en 1274. Aunque la Unión resultó profundamente impopular entre la Iglesia y el pueblo bizantino, fue un «triunfo diplomático» para Paleólogo, ya que el Papa lo reconoció como legítimo emperador de Constantinopla y prohibió a Carlos atacarlo. Mientras tanto, Paleólogo aprovechó la oportunidad para atacar a sus rivales griegos y latinos en Grecia.
Aunque los representantes venecianos en Lyon habían protestado ruidosamente porque Venecia seguía reclamando sus derechos en Rumania, la ventaja la tenía Paleólogo, y el nuevo Dux, Jacopo Contarini, en 1276 envió emisarios a Constantinopla para renegociar el tratado de 1268. El resultado fue un acuerdo concluido entre Paleólogo y el enviado veneciano Marco Bembo el 19 de marzo de 1277. Cabe destacar que este acuerdo no se redactó como un tratado, sino como una crisóbula, una escritura de concesión, del Emperador a Venecia. Sin embargo, dada la inestable situación internacional, su duración se limitó a dos años. Tras su vencimiento, no se renovó, y en 1281, los venecianos en el Tratado de Orvieto entraron en la coalición antibizantina de Carlos, con abril de 1283 como fecha prevista de inicio de la expedición contra Constantinopla. Sin embargo, los designios de Carlos se vieron fatalmente interrumpidos por el estallido de las Vísperas sicilianas en marzo de 1282 y la consiguiente guerra de las Vísperas sicilianas. Según los términos del Tratado de Orvieto, existía un estado de guerra entre Venecia y Bizancio. El estallido de las Vísperas había arruinado las posibilidades venecianas de recuperar su posición privilegiada, y mientras duró el estado de guerra su comercio con Oriente quedó interrumpido, en beneficio de los genoveses. Tras largas negociaciones, en julio de 1285 se concluyó un tratado de paz de diez años, que renovaba esencialmente el acuerdo de 1277.